# 솔역
솔역(스페인어: Sol)은 마드리드 지하철의 역이다. 마드리드 센트로 구의 푸에르타 델 솔 광장에 위치해 있다. 마드리드 지하철 1호선, 2호선, 3호선과 세르카니아스 마드리드 노선이 지나는 환승역이며, 마드리드 도심에서도 가장 중앙에 위치한 역이다. 그 입지 때문에 이용객 규모도 상당한 수준에 속한다. 요금구역상으로는 A구역에 속한다.

## 역사
1919년 10월 17일 마드리드 지하철 1호선 첫 구간 (콰트로 카미노스 - 솔)의 시종착역으로 처음 문을 열었다. 1924년에는 2호선 승강장이 1호선 승강장 위에 수직축으로 배치되어 문을 열었다. 1936년에는 다시 2호선과 수직으로 그 밑에 지어져 영업을 개시하였다. 세 노선 모두 첫 개통 당시부터 솔 역이 구간내에 포함되어 있었다.
1960년대에는 1호선 승강장 길이를 60m에서 90m로 확장하는 공사가 진행되었으나, 역 지상에 있는 건물의 기반 상태가 그리 좋지 않았기 때문에 양쪽 승강장을 모두 확장할 수는 없었다. 따라서 그쪽을 피해 한쪽은 북쪽으로 다른쪽은 남쪽으로 확장하였고 이에 따라 마드리드 지하철에서 유일하게 승강장이 나란히 배치되어 있지 않은 역이 되었다. 2004년부터 2006년까지는 3호선 승강장도 마찬가지로 60m에서 90m로 늘렸으나 이번에는 완전히 나란하게 두었다. 동시에 엘레베이터 설치작업도 진행되어 2호선과 3호선 승강장을 연결하고 지상과도 다시 연결되도록 하였다.
비슷한 시기 세르카니아스 마드리드 노선이 다닐 새 터널 공사도 시작되었다. 아토차와 차마르틴을 잇는 기존 터널을 대체하는 것이었다. 약 4년간의 공사 끝에 2008년 7월 9일 개통되었고 솔 역은 2009년 7월 27일에 문을 열었다. 전체 터널 개통시점에 비해 역 영업 개시시점이 늦어진 원인은 공사 도중인 2006년에 지하 유물이 발견되면서 약 6개월 동안 작업이 중단된 탓이었다. 2008년 6월 25일부터 7월 23일까지는 2호선 승강장이 바로 부근의 세르카니아스 역 공사로 잠시 영업을 중단하기도 하였으며, 1호선 승강장 역시 2008년 8월부터 9월까지 중단됐다.
2012년 지하철공사 측은 대중교통 재원 마련을 위해 지하철 역명권 입찰을 진행한다고 밝혔다. 이에 대한 시범운영으로 솔 역의 역명을 3월 13일부터 한달간 삼성전자가 후원하여 '솔 갤럭시 노트 역' (Estación Sol Galaxy Note)"으로 바꿨다. 2013년 6월 1일부터는 2호선 전체가 다국적 통신사 보다폰의 후원을 받으며 '보다폰 2호선'이 되었고, 솔 역의 2호선 승강장 역시 '보다폰 솔' (Vodafone Sol)으로 바뀌어 약 3년간 유지했다.
2016년 7월 3일부터는 1호선의 도심구간에 해당되는 플라사 데 카스티야-시에라 데 과달루페 구간이 시설정비 공사로 임시 운행중단되면서 솔 역 1호선 승강장도 영업을 중단하였다. 공사 작업 완료일은 2016년 11월 경이 될 것으로 예측되었으며, 9월에는 먼저 공사가 마무리된 양쪽 일부구간을 운행 재개하였으며 솔 역을 비롯한 핵심구간은 계속 공사를 진행했다. 이후 11월 13일에 모든 작업이 끝나 마지막으로 남아있던 콰트로 카미노스-아토차 렌페 구간이 재개통하면서 솔 역도 다시 문을 열었다.

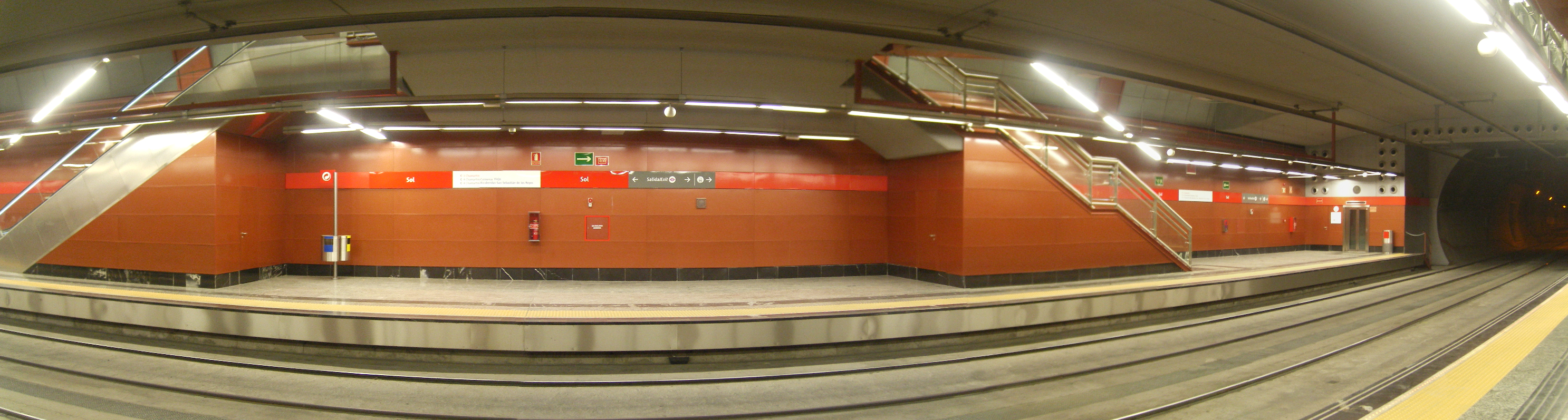
1번 승강장의 파노라마

## 환승 정보

역 주변의 버스 환승 정보

지하철 1호선, 2호선, 3호선과는 별도로 세르카니아스 마드리드 4호선과 5호선으로도 환승이 가능하다.
역 주변에는 시내버스 정류장이 네 곳 있으며 1888번 정류장에서는 야간 노선도 취급한다.
| 마드리드 지하철                                      | 마드리드 지하철       | 마드리드 지하철             |
| ---------------------------------------------------- | --------------------- | --------------------------- |
| 그란 비아 피나르 데 차마르틴                         | 마드리드 지하철 1호선 | 티르소 데 몰리나 발데카로스 |
| 세비야 라스 로사스                                   | 마드리드 지하철 2호선 | 오페라 콰트로 카미노스      |
| 라바피에스 비야베르데 알토                           | 마드리드 지하철 3호선 | 카야오 몽클로아             |
| 세르카니아스 마드리드                                |                       |                             |
| 누에보스 미니스테리오스 엘 에스코리알                | C4호선                | 아토차 아랑후에스           |
| 누에보스 미니스테리오스 알코벤다스 / 콜메나르 비에호 | C5호선                | 아토차 파를라               |

## 갤러리

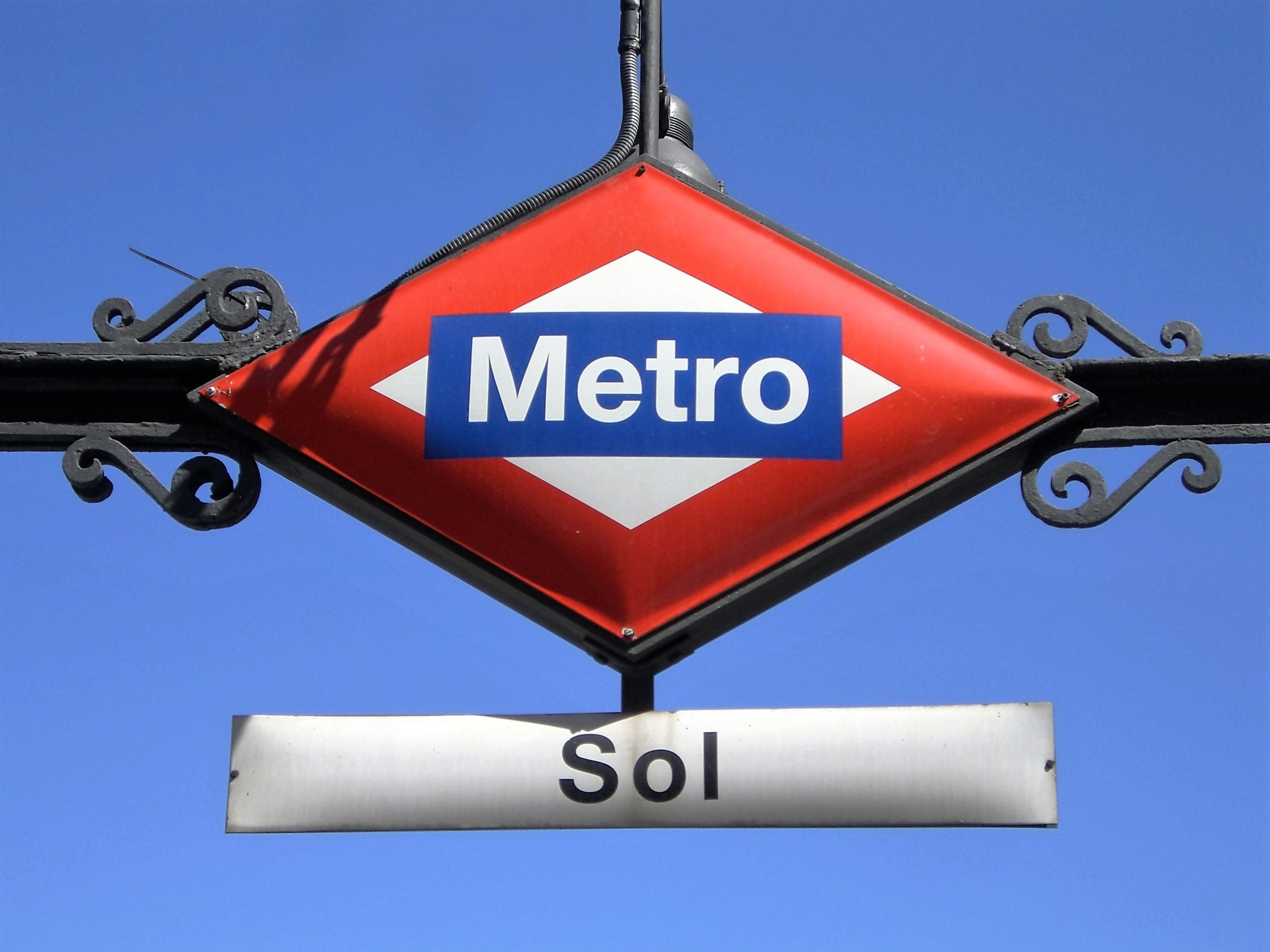
역명판
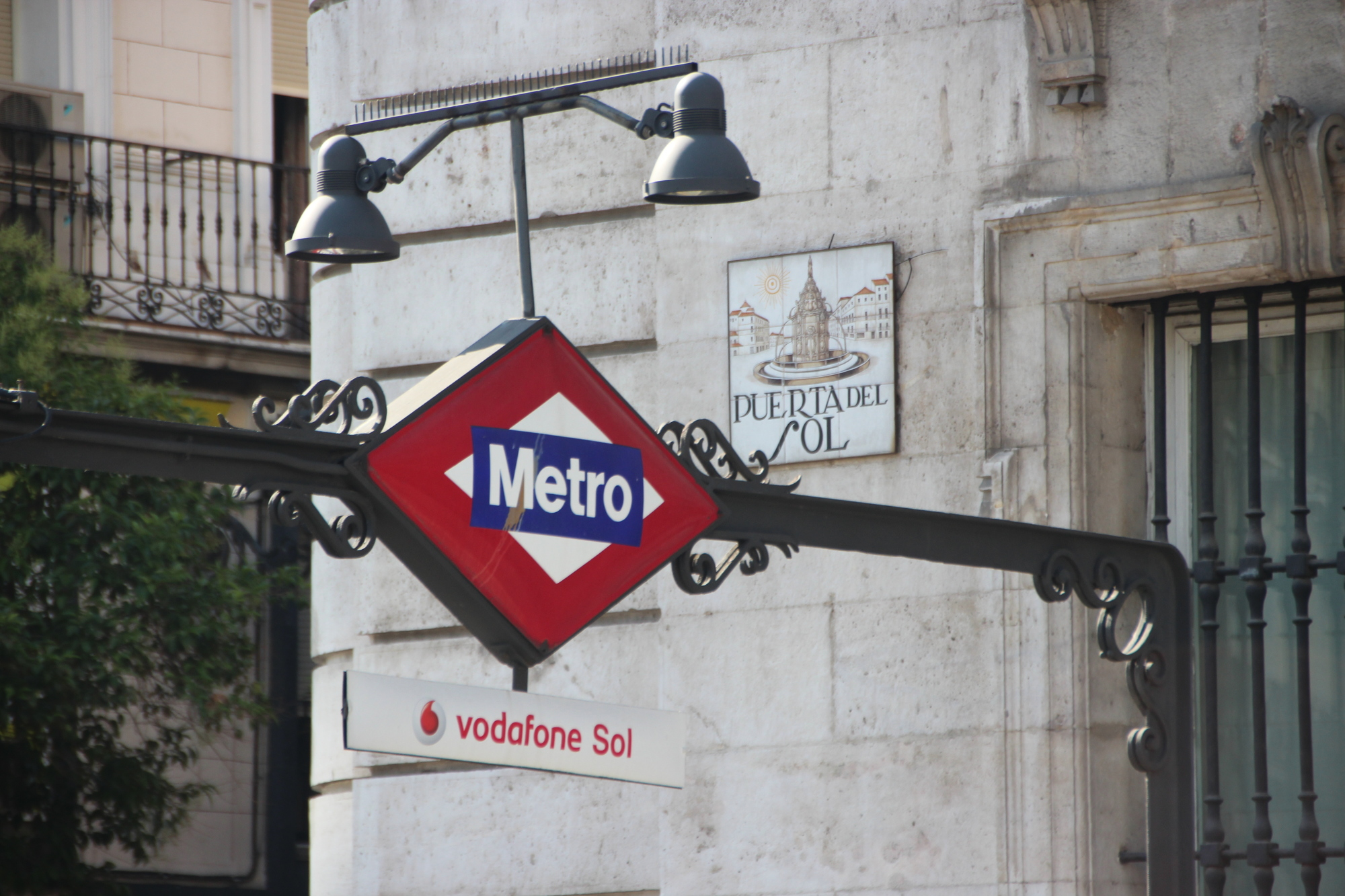
'보다폰 솔 역'으로 개명할 당시의 모습
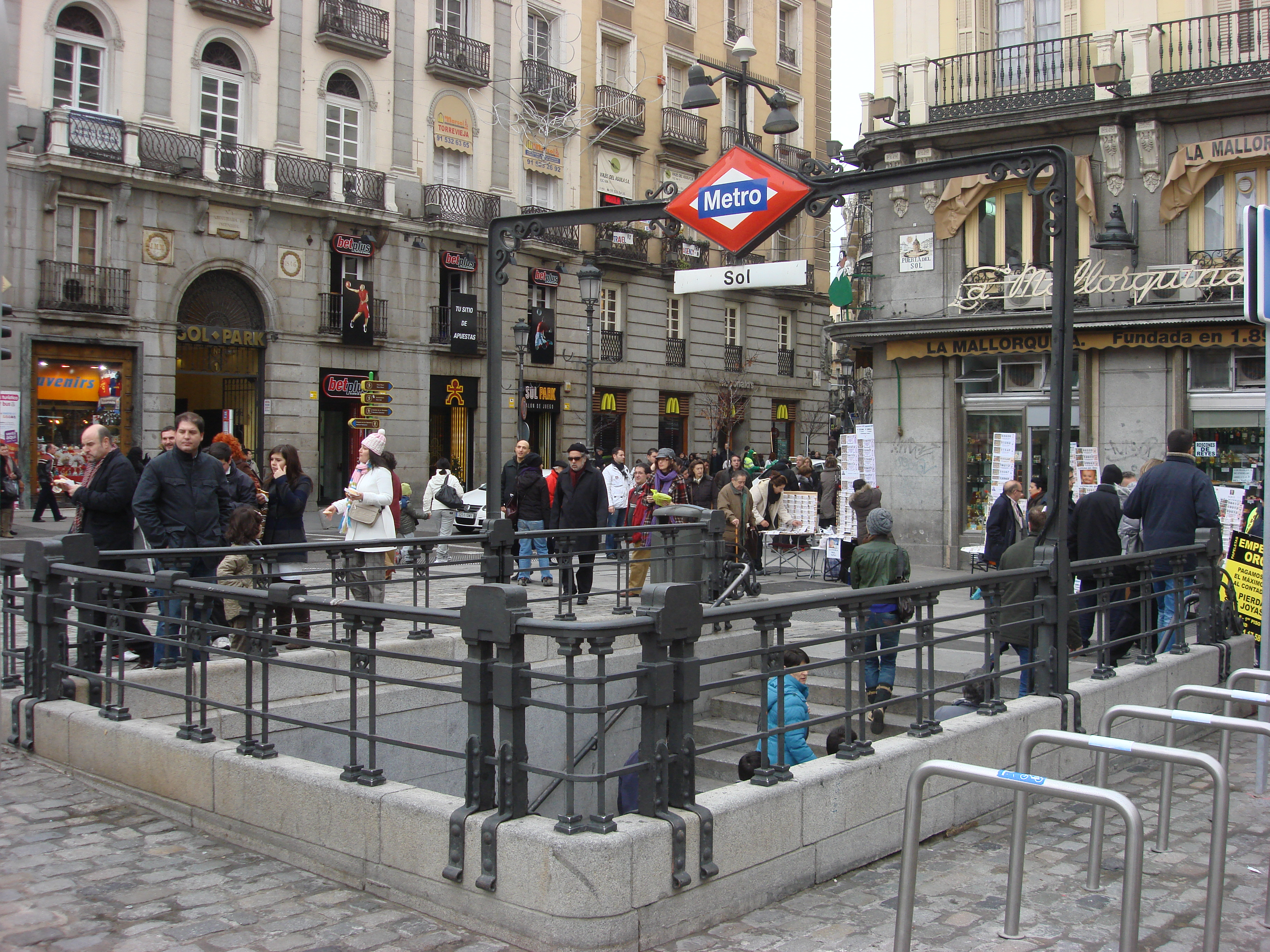
마요르 거리와 아레날 거리 부근의 출입구
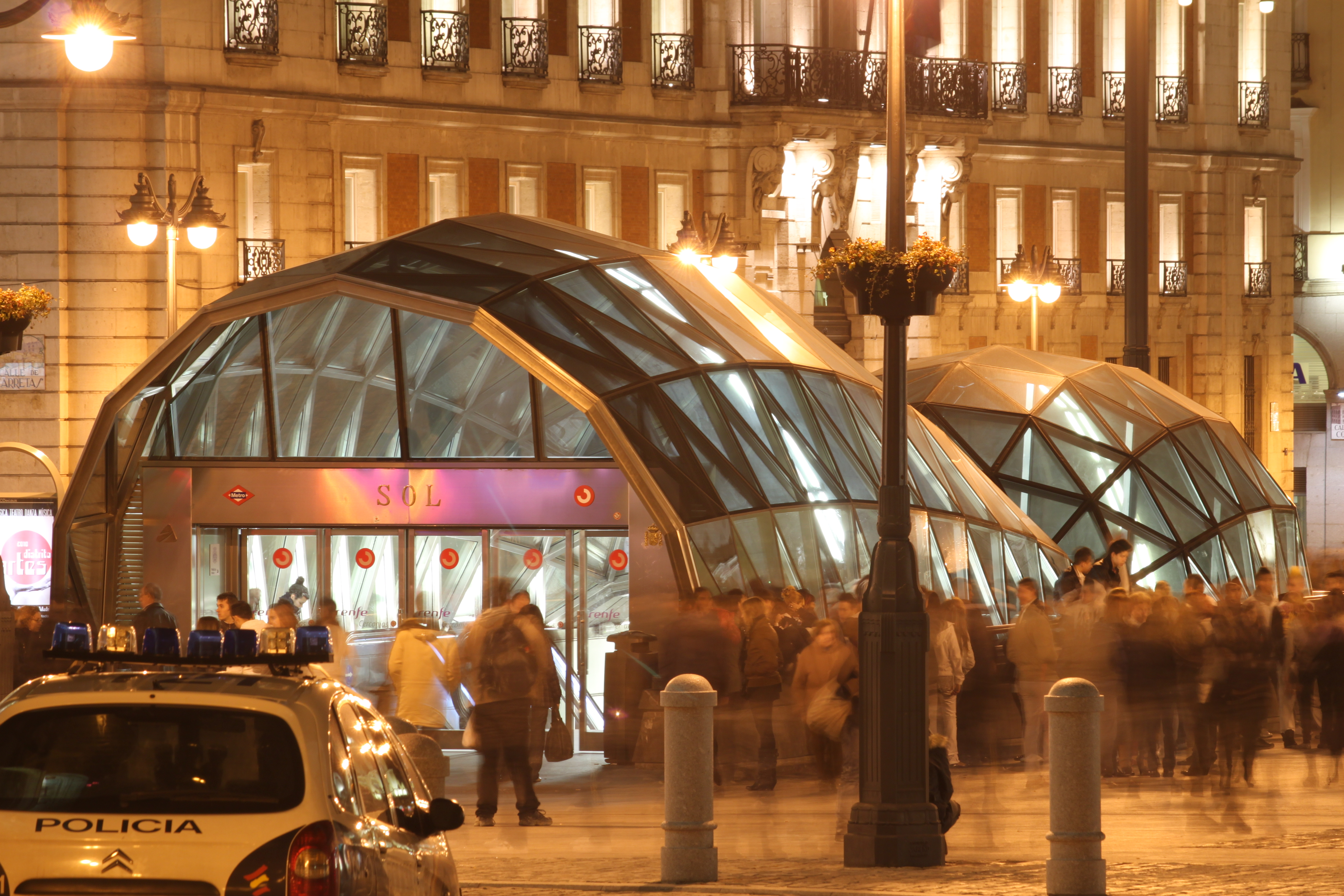
2009년 조성된 지하철과 세르카니아스 역 공통 출입구
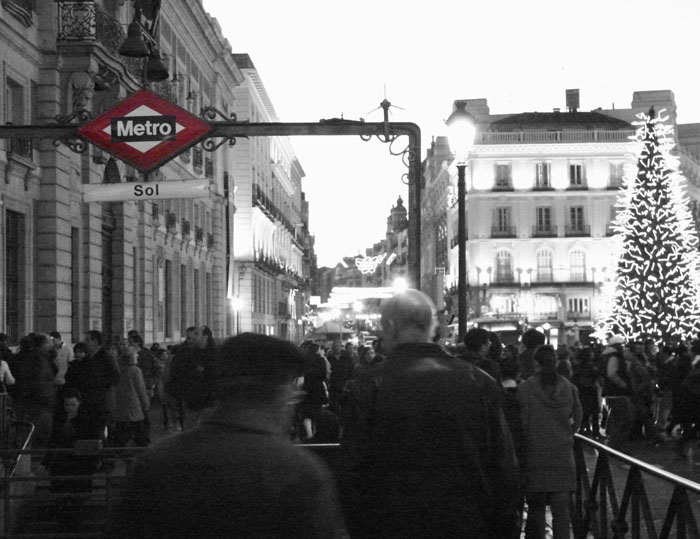
크리스마스의 솔 역